# Jan Peerce
Jan Peerce (New York, 3 giugno 1904 – New York, 15 dicembre 1984) è stato un tenore statunitense.

## Biografia
Il tenore ebreo americano Jan Peerce, il cui nome in origine era Jacob Pincus Perelmuth,  nacque in un modesto appartamento nel Lower East Side di New York, dove visse fino al  matrimonio. Frequentò la De Witt Clinton High School e la Columbia University. Prese lezioni di violino e si esibì in pubblico; talvolta ebbe anche occasione di cantare e in  questo modo scoprì il suo eccezionale talento di tenore lirico.
Nel 1932 fu scritturato come tenore solista al Radio City Music Hall. Grazie alle  trasmissioni radiofoniche  e al programma di scena, Peerce ottenne presto un  seguito di portata nazionale. Questo gli portò ingaggi per concerti e successivamente il suo  debutto nell'opera lirica, nel maggio del 1938 a Filadelfia, come Duca di Mantova nel Rigoletto, seguito dal suo primo recital solistico a New York nel novembre del 1939.
Il famoso maestro Arturo Toscanini lo sentì cantare brani di Wagner  alla radio e lo contattò tramite un comune amico per chiedergli un'audizione. Toscanini lo  ritenne il tenore che cercava per eseguire lavori operistici e corali con l'orchestra sinfonica dell'NBC. Il maestro fu molto soddisfatto della  professionalità di Peerce, così come del suo straordinario talento musicale; molti sostengono che Peerce sarebbe stato il tenore preferito di Toscanini durante i suoi 17 anni all'NBC.
Peerce debuttò al Teatro Metropolitan il 29 novembre 1941 nella parte di Alfredo  ne La traviata di Verdi. Cantò anche le parti di Cavaradossi in Tosca,  Rodolfo ne La bohème, e di Faust nell'omonima opera di Charles Gounod. Fu acclamato dai critici come "il successore tutto americano dei quasi estinti grandi interpreti dell'età d'oro dell'opera".
Nel 1943 apparve nel film, patrocinato dall'United States Office of War Information, L'inno delle nazioni con Toscanini, l'orchestra  sinfonica dell'NBC e il coro di Westminster in un'esecuzione del poco eseguito lavoro corale di Verdi e nel 1947 interpreta se stesso nel film Sinfonie eterne.
Durante gli anni cinquanta Peerce si esibì regolarmente come solista principale, sotto la conduzione di Alfredo Antonini davanti a platee di oltre 14.000 spettatori, al Lewisohn Stadium di New York. Questi concerti all'aria aperta intitolati "Serate italiane" vedevano  la partecipazione di stelle della lirica come Richard Tucker, Robert Merrill ed  Eileen Farrell.
Nel 1953 prese parte a Me and Juliet di Richard Rodgers con Ray Walston per il Broadway theatre di cui rimane una registrazione.
Nel 1956 Peerce riscosse successo a Mosca come "ambasciatore musicale", diventando  il primo americano a cantare nel celebre Teatro Bol'šoj. Rimase sulla scena del  Metropolitan fino al 1966, apparendo ancora nel 1966-1967. Si dedicò anche  all'insegnamento. nel 1971 debuttò a Broadway come Tevye ne Il violinista sul tetto.  
Continuò a fare apparizioni occasionali fino al suo ritiro nel 1982, mantenendo bene la voce.
Morì a New York. Era il cognato del tenore ebreo americano Richard Tucker; sua moglie si chiamava Alice Peerce. Il figlio Larry Peerce è regista cinematografico.

## Incisioni
Peerce incise quasi esclusivamente per l'etichetta RCA Victor col marchio "Red  Seal". Tra le sue prime registrazioni c'è quella solistica nell'album-tributo del 1939  di Nathaniel Shilkret a Victor Herbert. Lo stesso anno Peerce fu il tenore solista  nel concerto di Toscanini, trasmesso radiofonicamente, della Nona sinfonia di Beethoven,  ma sarebbero passati anni prima che il maestro approvasse una delle sue esecuzioni della  sinfonia per il rilascio commerciale.
Peerce cantò nella trasmissione del 1944 del Fidelio di Beethoven con Rose Bampton, che fu seguita dalle esecuzioni complete performance de La traviata di  Verdi, La bohème di Giacomo Puccini (entrambe con Licia Albanese), e Un ballo in maschera di Verdi (con Herva Nelli), tutte poi stampate su LP e  CD. Peerce non cantò sotto la direzione di Toscanini nelle trasmissioni radiofoniche di Otello, Aida, e Falstaff di Verdi; gli era stata offerta la parte tenorile nelle ultime due ma egli declinò, ritenendo che la sua voce non fosse adatta ai ruoli. Nel 1944 cantò anche in un concerto al Madison Square Garden, che comprendeva l'atto finale del Rigoletto con Leonard Warren, Zinka Milanov e  Toscanini che dirigeva l'Orchestra filarmonica di New York combinata con l'orchestra sinfonica dell'NBC; anche quest'esecuzione fu registrata e stampata su LP e CD. Nel 1952 partecipò all'ultima direzione della Nona sinfonia di Beethoven da parte di Toscanini. La sua registrazione di maggior fortuna commerciale fu però una canzone popolare, The Bluebird of Happiness.
Per la Columbia Records, Peerce nel 1963 cantò il ruolo del protagonista in una selezione da The Student Prince di Sigmund Romberg, con la presenza di  Roberta Peters e di Giorgio Tozzi, ancora inedita su CD.
La maggior parte degli album di Peerce, compresi Jan Peerce: Journey Through Opera e  Neapolitan Serenade, uscirono per l'etichetta Vanguard.
- Beethoven: Sinfonia n. 9 (1938), Arturo Toscanini/Philharmonic Orchestra/Ezio Pinza/Vina Bovy/Jan Peerce/Kerstin Thorborg, Music and Arts Programs of America
- Bizet: Carmen (1951), Licia Albanese/Jan Peerce/Risë Stevens/Margaret Roggero/George Cehanovsky/Robert Merrill/Hugh Thompson/Paula Lenchner/Robert Shaw Chorale/Fritz Reiner/RCA Victor Orchestra/Alessio De Paolis/Osie Hawkins/Lycee Francais Children's Chorus, Naxos - Grammy Hall of Fame Award 2008
- Mozart: Don Giovanni, Jan Peerce/Eleanor Steber/Fernando Corena/Cesare Siepi/Roberta Peters/Studio Chorus/Karl Böhm/Giorgio Tozzi/Studio Orchestra/Lisa Della Casa/Theodore Uppman, West Hill Radio Archives
- Puccini: Madame Butterfly (Historic 1948 Hollywood Bowl Performance), Eleanor Steber/Jan Peerce, 2003 Vai Audio
- Puccini: La Bohème, Jan Peerce/Arturo Toscanini/Licia Albanese/Frank Valentino/Nicola Moscona/Anne McKnight/George Cehanovsky/Salvatore Baccaloni/NBC Symphony Orchestra & NBC Chorus, Fono
- Verdi: Traviata (1946), Licia Albanese/Jan Peerce/George Cehanovsky/Robert Merrill/Maxine Stellman/Arturo Toscanini/NBC Symphony Orchestra/Arthur Newman/NBC Chorus/John Garris/Paul Dennis/Johanne Moreland, Naxos
- Verdi: Un ballo in maschera, Dimitri Mitropoulos/Jan Peerce/Marian Anderson/Metropolitan Opera Orchestra/Robert Merrill/Roberta Peters/Zinka Milanov, Sony